# Motozattera
La motozattera era un'imbarcazione utilizzata nella seconda guerra mondiale dalla Regia Marina per il trasporto di uomini e mezzi. Erano contraddistinte dalla sigla MZ ed erano note, altresì, come "Bette MZ". Erano realizzate sulla base delle tedesche Marinefährprahm (MFP-A), delle quali riprendevano l'impostazione, sostituendo l'armamento ed i motori con i corrispettivi italiani. Avevano una stazza di 240t ed il fondo piatto essendo state concepite, come le motolance Classe ML, per partecipare all'Operazione C3 (l'invasione di Malta) per sbarcare direttamente sulla spiaggia, attraverso un ampio portellone, 3 carri armati M13/40 e circa cento fanti.
Annullata l'invasione di Malta, le motozattere furono impiegate per il trasporto di rifornimenti tra Italia e Libia o tra le guarnigioni africane.
Le motozattere avevano un'autonomia di 1450 mn e tre motori diesel ferroviari a sei cilindri OM/Saurer tipo BXD da 150 CV l'uno, collegati a tre distinte eliche, che imprimevano una velocità di crociera di 13 nodi. Erano, inoltre, praticamente inaffondabili in quanto dotate di 34 compartimenti stagni.
Come armamento avevano un cannone antiaereo 76/40 Mod. 1916 R.M. e due mitragliere Scotti-Isotta-Fraschini 20/70 o Breda 20/65 Mod. 1940 da 20mm. Di solito però i comandanti montavano anche qualche altra mitragliatrice, tipicamente da 7,7 mm, di preda bellica britannica recuperate nei vari ancoraggi africani battuti da queste unità.
La MZ 737 è stata preservata dalla demolizione ed ora è una nave-museo al museo storico navale di Venezia insieme al sottomarino Dandolo e alla MS 473.
Attualmente simili alle motozattere sono i veicoli MEN imbarcati sulle unità della Classe San Giorgio che possono trasportare un certo numero di uomini.